# John Zorn
John Zorn (* 2. září 1953 New York City, New York, USA) je americký avantgardní altsaxofonista, multiinstrumentalista, hudební producent a skladatel. V dětství se učil hrát na klavír, flétnu a kytaru. K hudbě měl přístup už od dětství, ale oficiálně kariéru zahájil počátkem sedmdesátých let. Od té doby spolupracoval s několika desítkami hudebníků, mezi které patří například Bill Laswell, Bill Frisell, Fred Frith, Marc Ribot, Mike Patton, Lou Reed, Laurie Anderson a Yamantaka Eye.
Od konce osmdesátých let do počátku devadesátých hrál se skupinou Naked City a přibližně ve stejné době založil Painkiller. Od devadesátých let hraje též se souborem Masada. V roce 1995 založil vlastní vydavatelství Tzadik Records, u kterého vydal většinu svých pozdějších alb. Je také autorem hudby k mnoha filmům. V Česku vystoupil pouze jednou, v roce 2000 na festivalu Alternativa a to se skupinou Masada. Jeho další vystoupení v Praze by mělo proběhnout v červnu 2019 – v rámci festivalu Prague Music Performance by měl odehrát pětihodinový projekt nazvaný Bagatelles Marathon.[potřebuje aktualizovat]

## Projekty

### Filmová hudba
První soundtrack nazvaný Filmworks I: 1986-1990 vydal Zorn v roce 1990 a do roku 2013 již vyšlo dalších čtyřiadvacet. Na různých z nich se nachází například hudbu k filmům Bůh je mi strachem (2001), Hiding and Seeking (2004) nebo Protokoly sionských mudrců (2005)

### 50th Birthday Celebration
Když Zorn v roce 2003 oslavil své padesáté narozeniny, odehrál sérii koncertů s různými projekty. Od února následujícího roku pak začal vydávat koncertní alba; na prvním z nich je zachycen koncert skupiny Masada String Trio. V různých dalších pak například bubeník Milford Graves v duu se Zornem, kytarista Fred Frith v duu se Zornem, skupiny Hemophiliac a Painkiller nebo Yamantaka Eye v triu se Zornem a Frithem.

### Book of Angels
Od roku 2005 vychází série nazvaná Book of Angels. První část nazvanou Astaroth vydalo trio klávesisty Jamieho Safta. V následujících letech na něj navázali například Koby Israelite (Orobas, 2006), Marc Ribot (Asmodeus, 2007) nebo Pat Metheny (Tap, 2013). Ve všech případech alba vyšla u vydavatelství Tzadik Records a hudbu pro všechna alba složil Zorn. K roku 2013 vzniklo celkem dvacet pokračování této série.

### Moonchild Trio
V roce 2006 vydal album Moonchild: Songs Without Words, na kterém hraje trio složené z bubeníka Joey Barona, zpěváka Mikea Pattona a baskytaristy Trevora Dunna. Ve stejném roce totéž trio vydalo album Astronome, v roce 2007 pak Six Litanies for Heliogabalus, kde vedle zmíněného tria hrají ještě Zorn (saxofon), Ikue Mori (elektronické efekty) a Jamie Saft (varhany). V následujícím roce vyšlo The Crucible, kde se opět vedle tria vyskytují další hudebníci – Zorn (saxofon) a Marc Ribot (kytara). Tento kvintet v roce 2010 nahrál album Ipsissimus. Poslední část nazvaná Templars: In Sacred Blood vyšla v roce 2012, tentokrát trio doplněné o varhaníka Johna Medeskiho.

## Diskografie
- John Zorn se podílel přibližně na 400 albech.